# Производство кофе в Камеруне

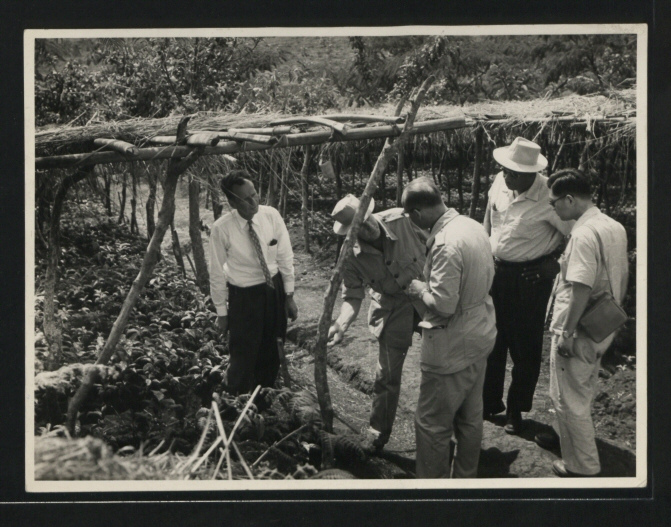
Поместье Santa Coffee в Баменде

Производство кофе — важный сектор экономики Камеруна. Эта культура широко выращивается в стране, причём робуста более распространена в прибрежных районах, а арабика — в западных высокогорных районах. Культивируются два сорта арабики — это Ява и Ямайка, из которых только Ява устойчива к таким заболеваниям, как болезнь кофейных ягод и кофейная ржавчина. В 2014 году Камерун занял 31-е место по производству кофе в мире.

## История
Выращивание кофе в Камеруне относится к 1884 году, во время немецкой колониальной эпохи. Немцы приступили к открытию пробных садов в Виктории, Эболове, Нконгсамбе и Дшанге. Позднее выращивание кофе распространилось на внутренние районы страны — Йокадуму, Абонг-Мбанге, Думе, Ломие и Аконолингу. Примерно в 1927 году растение кофе нашёл свой путь в Западный регион. К 1928 году в Дшанге было посажено 200000 саженцев кофе. К 1929 году развитие кофейного хозяйства в Камеруне было достигнуто благодаря Рене Косте, французскому сельскохозяйственному инженеру, назначенному возглавить сельскохозяйственную станцию Дшанг. В 1990 году был достигнут высокий уровень производства, что привело к рекордному экспорту — 156 000 тонн. Камерун занял 12-е место в мировом рейтинге производителей кофе. Когда производство сократилось, это было связано с политикой правительства и глобальным экономическим кризисом. Правительство обратилось за помощью к бразильским экспертам, чтобы предложить решения, и оно также инвестировало 750 миллионов франков КФА — около 1,5 миллиона долларов США в течение пятилетнего периода в качестве пакета помощи.

## Производство
Кофе выращивают в семи регионах Камеруна: запад, северо-запад, побережье, юго-запад, юг, центр и восток страны. Бамилеке и Бамаун — это высокогорные плато, где расположены плантации арабики. Робуста, которая является более доминирующей культурой страны, выращивается на средних высотах в западном регионе, а также в некоторой степени в Абанг-Мбанге. Арабика и робуста частично перерабатываются внутри страны. Производство кофе в Камеруне находится в ведении Министерства сельского хозяйства и развития сельских районов (MINADER) и Министерства научных исследований и инноваций (MINRESI). В рамках этих министерств реализуются различные проекты по увеличению производства кофе.
Согласно статистике ФАО ООН, производство кофе в 2013 году составило 41 800 тонн на площади 212 000 гектаров (520 000 акров) при урожайности 1,972 гектограмма с га. В 2007-08 годах более 40 % всего экспорта зелёного кофе приходилось на Италию. Робуста экспортировалась в Бельгию, Португалию и Францию. В тот же период 70 % экспорта арабики приходилось на Германию. Арабика также экспортировалась в США, Италию и Бельгию.
В соответствии со Стратегией развития кофейного сектора на 2010—2015 годы производство было намечено в объеме 125 000 тонн, включая 25 000 тонн арабики и 100 000 тонн робусты. Планируется, что экспорт достигнет 80 000 тонн (15 000 тонн арабики и 65 000 тонн робусты). Внутреннее потребление составило 10 000 тонн зелёного кофе.

## Торговля
Сбыт кофе в Камеруне находится под контролем Национального совета по какао и кофе (NCCB), автономного государственного учреждения, находящегося под техническим надзором Министерства торговли (MINCOMMERCE). На протяжении многих лет сбыт кофе переживал резкий спад из-за либерализации этого сектора в начале 1990-х годов. В 2014 году Камерун продал 32 808 тонн своей продукции. К наиболее активным экспортерам кофе в Камеруне относятся: Olam-Cameroon Olam (дочерняя компания OlamInternational Limited), UTI (Union trading international), UCCAO (Union Centrale des Cooperatives Agricole de l’Ouest), NWCA (Северо-Западная ассоциация кооперативов), (NEALIKO), Hilltop Dynamics, Alpine Coffee Limited.

## Перезапуск сектора
30 сентября 2014 года правительство Камеруна утвердило и запустило новый план по возрождению кофейного сектора, надеясь увеличить производство кофе робусты до 120 000 тонн и арабики до 35 000 тонн к 2020 году. Это ознаменовалось 100 % увеличением экспортных пошлин на кофе для финансирования проекта.